# Walter Porter (Leichtathlet)
Walter Porter (Walter Harold Porter; * 30. August 1903 in York; † 3. August 1979 ebenda) war ein britischer Mittel- und Langstreckenläufer.
Beim Mannschaftsrennen über 3000 m der Olympischen Spiele 1924 in Paris kam er als viertes Mitglied des britischen Teams auf den zehnten Platz. Obwohl er damit ein Streichresultat abgeliefert hatte, wurde er wie der Rest der britischen Mannschaft mit der Silbermedaille ausgezeichnet.
Seine persönliche Bestzeit im Meilenlauf stellte er mit 4:21,8 min am 23. Juni 1923 in Manchester auf.